# Magdalena Catharina van Palts-Zweibrücken
Magdalena Catharina van Palts-Zweibrücken (Zweibrücken, 26 april 1607 – Strasbourg, 20 januari 1648) was door geboorte een paltsgravin van Zweibrücken en door huwelijk een hertogin van Palts-Birkenfeld.

## Leven
Magdalena Catharina was het enige kind van Johan II van Palts-Zweibrücken (1584–1635) uit zijn eerste huwelijk met Catherine de Rohan (1578–1607), dochter van René II de Rohan. Uit het tweede huwelijk van haar vader had ze zeven halfbroers en zussen, waarvan de oudste halfbroer Frederik de positie van hertog van Palts-Zweibrücken erfde van hun vader.
Op 14 november 1630 huwde ze te Zweibrücken met Christiaan I van Palts-Birkenfeld-Bischweiler (1598–1654). Als bruidsschat bracht Magdalena Catharina het district Bischweiler in de Elzas mee in het huwelijk. In het begin leefde het koppel in een vleugel van het kasteel van Birkenfeld. Christiaan liet zich een eigen kasteel bouwen, waarin de familie later zou verblijven. Bischweiler werd volledig vernietigd in 1635 door de onrust van de Dertigjarige Oorlog.
Magdalena Catharina stierf in ballingschap in Strasbourg op 20 januari 1648. Ze werd begraven in de Hervormde Kerk van Bischweiler.

## Nakomelingen
Uit haar huwelijk kreeg Magdalena Catharina de volgende kinderen:
- Naamloze zoon (* / † 1631)
- Gustaaf Adolf (* / † 1632)
- Johan Christiaan (* / † 1633)
- Dorothea Catharina (1634–1715)

trouwde in 1649 met Johan Lodewijk van Nassau-Ottweiler (1625-1690)
- Louisa Sophia (1635–1691)
- Christiaan II (1637–1717), hertog van Palts-Birkenfeld

trouwde in 1667 gravin Catharina Agatha van Rappoltstein (1648-1683)
- Johan Karel (1638–1704), hertog van Palts-Gelnhausen

trouwde een eerste maal in 1685 met prinses Sophia Amalia van Palts-Zweibrücken (1646-1695)
trouwde een tweede maal in 1696 met Esther Maria van Witzleben (1665-1725)
- Anna Magdalena (1640–1693)

trouwde in 1659 met graaf Johan Reinhard II van Hanau-Lichtenberg (1628-1666)